# Episodi de I Greens in città (terza stagione)
La terza stagione della serie animata I Greens in città è stata trasmessa negli Stati Uniti su Disney Channel dal 9 ottobre 2021 al 25 marzo 2023 e in Italia è stata pubblicata in tre parti dal 7 gennaio al 6 dicembre 2023 su Disney +.
| nº | Titolo originale    | Titolo italiano             | Prima TV USA      | Prima TV Italia |
| -- | ------------------- | --------------------------- | ----------------- | --------------- |
| 1  | Squashed!           | Zucche aliene               | 9 ottobre 2021    | 7 gennaio 2023  |
| 2  | Boss Life           | Vita da capo                | 12 febbraio 2022  | 7 gennaio 2023  |
| 2  | Papaganda           | Vivi, ridi, ama             | 12 febbraio 2022  | 7 gennaio 2023  |
| 3  | Little Buddy        | Coppie scoppiettanti        | 19 febbraio 2022  | 7 gennaio 2023  |
| 3  | Zen Garden          | Giardino Zen                | 19 febbraio 2022  | 7 gennaio 2023  |
| 4  | No Service          | Splishee gratis             | 26 febbraio 2022  | 7 gennaio 2023  |
| 4  | Takened             | Festa a sorpresa            | 26 febbraio 2022  | 7 gennaio 2023  |
| 5  | Green Greens        | Raccolta differenziata      | 5 marzo 2022      | 7 gennaio 2023  |
| 5  | Truce Bomb          | La tregua                   | 5 marzo 2022      | 7 gennaio 2023  |
| 6  | Trivia Night        | La serata dei Quiz          | 12 marzo 2022     | 7 gennaio 2023  |
| 6  | Big Trouble         | Tilly diventa cattiva       | 12 marzo 2022     | 7 gennaio 2023  |
| 7  | DependaBill         | Il fidato Bill              | 16 luglio 2022    | 7 gennaio 2023  |
| 7  | The Delivernator    | Il fattorino robot          | 16 luglio 2022    | 7 gennaio 2023  |
| 8  | Listen Up!          | Giochi pericolosi           | 23 luglio 2022    | 18 ottobre 2023 |
| 8  | Big Picture         | Il drive-in                 | 23 luglio 2022    | 18 ottobre 2023 |
| 9  | Rembo               | Remy guerriero              | 30 luglio 2022    | 18 ottobre 2023 |
| 9  | Dirt Jar            | Il barattolo di terra       | 30 luglio 2022    | 18 ottobre 2023 |
| 10 | The Move            | I Green tornano in campagna | 24 settembre 2022 | 18 ottobre 2023 |
| 11 | Country Side        | Come divertirsi in campagna | 1 ottobre 2022    | 18 ottobre 2023 |
| 11 | Junk Mountain       | Vecchi e nuovi amici        | 1 ottobre 2022    | 18 ottobre 2023 |
| 12 | Farmer Remy         | Il contadino Remy           | 8 ottobre 2022    | 18 ottobre 2023 |
| 12 | Homeward Hound      | Il ritorno del segugio      | 8 ottobre 2022    | 18 ottobre 2023 |
| 13 | Pie Hard            | Il solito                   | 15 ottobre 2022   | 18 ottobre 2023 |
| 13 | Rat Tail            | La coda di topo             | 15 ottobre 2022   | 18 ottobre 2023 |
| 14 | Frilly Tilly        | L'ingranorazione            | 22 ottobre 2022   | 6 dicembre 2023 |
| 14 | Montaged            | Il montaggio                | 22 ottobre 2022   | 6 dicembre 2023 |
| 15 | Pizza Deliverance   | Contadini cannibali         | 29 ottobre 2022   | 6 dicembre 2023 |
| 15 | Horse Girl          | Cavalli e Wi-fi             | 29 ottobre 2022   | 6 dicembre 2023 |
| 16 | Virtually Christmas | Natale virtuale             | 3 dicembre 2022   | 6 dicembre 2023 |
| 17 | Pen Pals            | Amiche di penna             | 4 marzo 2023      | 6 dicembre 2023 |
| 17 | Study Abroad        | Studiare all'estero         | 4 marzo 2023      | 6 dicembre 2023 |
| 18 | Honey Heist         | Il furto del miele          | 11 marzo 2023     | 6 dicembre 2023 |
| 18 | Dog Mayor           | Elezioni canine             | 11 marzo 2023     | 6 dicembre 2023 |
| 19 | Chill Bill          | Vita da lago                | 18 marzo 2023     | 6 dicembre 2023 |
| 19 | Bunny Farm          | La fattoria dei conigli     | 18 marzo 2023     | 6 dicembre 2023 |
| 20 | Long Goodbye        | Ritorno a Big City          | 25 marzo 2023     | 6 dicembre 2023 |